# Bad Endorf
Bad Endorf település Németországban, azon belül Bajorországban. Lakosainak száma 8452 fő (2023. december 31.). Bad Endorf Söchtenau, Breitbrunn am Chiemsee, Rimsting, Riedering, Stephanskirchen, Prutting, Halfing, Höslwang és Eggstätt községekkel határos.

## Népesség
A település népessége az elmúlt években az alábbi módon változott:
| Lakosok száma | 864  | 2974 | 4087 | 5059 | 8039 | 8241 | 8269 | 8320 | 8493 | 8452 |
|               | 1875 | 1950 | 1975 | 1987 | 2012 | 2014 | 2016 | 2017 | 2021 | 2023 |

## Közigazgatás
A 49 településrész:
| - Achthal - Anger - Antwort - Anzing - Asbichl - Bach - Bad Endorf - Batterberg - Bergham - Daumberg - Dorfbach - Eisenbartling - Engling | - Gaben - Gries - Hartmannsberg - Hemberg - Hemhof - Hirnsberg - Hofham - Holzberg - Holzen - Jolling - Kreuzbichl - Kronlohe | - Kurf - Landing - Lemberg - Letten - Mauerkirchen im Chiemgau - Moos - Patersdorf - Pelham - Pfeil - Rachental - Rain - Rankham | - Schlicht - See - Stauden - Stephanskirchen - Stetten - Stock - Stockham - Ströbing - Teisenham - Thal - Thalkirchen - Ulperting |

## Közlekedés

### Közúti
A várost érinti az A8-as autópálya.